# Изоз, Франсис
Франси́с Изоз (фр. Francis Isoz, 7 июня 1856 года — 7 ноября 1910 года) — швейцарский архитектор, создатель ряда известных зданий в Лозанне.

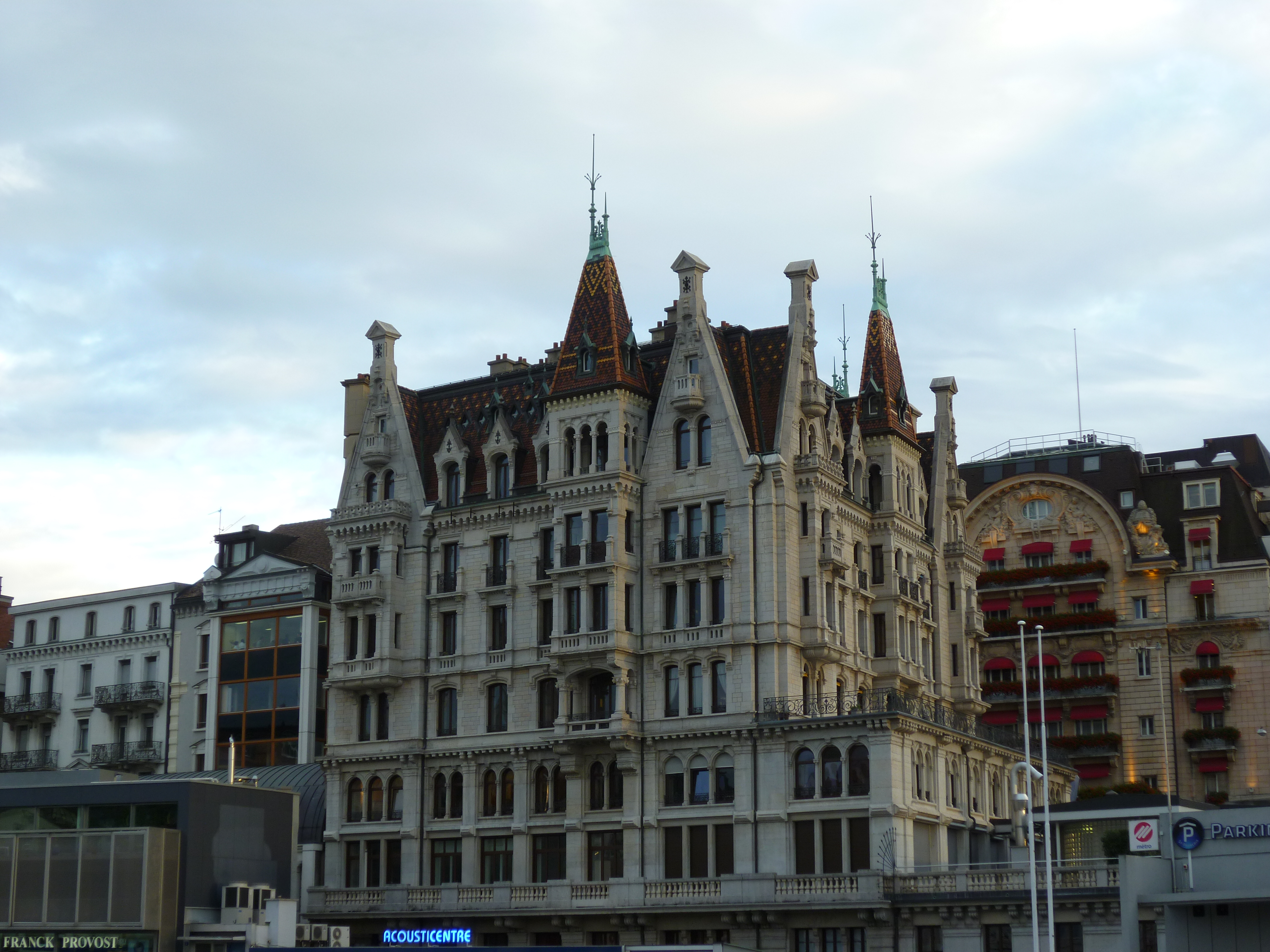
Дом Мерсье

В 1879 году стал городским архитектором Лозанны. В начале XX века построил около 40 общественных и коммерческих зданий, среди которых: первый «небоскрёб» Лозанны — дом Мерсье в неоготическом стиле, здания кантональных банков Crédit foncier vaudois и BCV. В 1890-х годах участвовал в строительстве замка Уши, а также дворца Рюмина. Председательствовал в ассоциации инженеров и архитекторов Швейцарии.